# Sleepwalker (videogioco 1991)
Sleepwalker è un videogioco pubblicato nel 1991 per Commodore 64 e nel 1992 per ZX Spectrum dalla Zeppelin Games. Si controlla un ragazzino che deve guidare e proteggere un sonnambulo senza svegliarlo. Uscì come titolo a basso costo e ottenne di solito giudizi positivi dalla critica contemporanea. 

## Modalità di gioco
Il sonnambulo è lo zio Silas, che vaga in modo imprevedibile nella sua grande, antica e malridotta villa. Il giocatore controlla il nipote Rory con l'obiettivo di riportare lo zio a letto entro il tempo limite. La casa è composta da molte stanze su più piani, mostrate una alla volta con prospettiva pseudo tridimensionale. Non ci sono mappe e può essere difficile trovare lo zio all'inizio o se lo si perde di vista. Rory può soltanto correre nelle quattro direzioni (anche in diagonale su Spectrum), e se si posiziona delicatamente lungo il cammino dello zio gli fa cambiare direzione.
Ci sono molti ostacoli rumorosi o pericolosi, che scattano una sola volta quando qualcuno gli va contro. Se li incontra lo zio, viene momentaneamente disturbato e poi ricomincia a vagare, ma se gli succede oltre un numero massimo di volte subisce un traumatico risveglio e si ha il game over. Rory invece può andare contro gli ostacoli tutte le volte che vuole, per eliminarli e prevenire disturbi allo zio. Sbattere correndo contro lo zio lo disturba come un ostacolo.
Nella versione Commodore 64 gli ostacoli includono palloni, mattoni, candelabri che cadono dal soffitto, radio, sveglie, skateboard, puntine, cavi elettrici scoperti, buchi nel pavimento e dinamite. Mentre si limitano a provocare uno sbadiglio allo zio, per Rory hanno conseguenze tragicomiche che lo immobilizzano per pochi istanti, come essere stordito, infilzato o incenerito. Nella versione Spectrum ci sono gatti addormentati che si svegliano, lampadari, vasi e altri oggetti che vengono fatti cadere, ma senza effetti animati su Rory.